# Science and Invention
«Science and Invention» — американский ежемесячный научно-популярный журнал, издававшийся компанией Хьюго Гернсбека Experimenter Publishing Company и под его редакцией в 1920—1929 годах (и ещё некоторое время после этого в другой издательской компании).
Буквальный перевод названия — «Наука и изобретательство».

## История журнала
До августовского номера 1920 года журнал выходил под названием «Electrical Experimenter». Переименование журнала было вызвано необходимостью расширить его тематику за пределы электротехнического изобретательства. Специально для радиолюбителей Гернсбек годом ранее начал издавать новый журнал «Radio News».
Помимо большого числа научно-популярных материалов журнал регулярно публиковал фантастические рассказы и очерки (аналогично тому, как это делал несколько десятилетий спустя его советский тематический аналог «Техника - молодёжи»). Поначалу Гернсбек перепечатывал небольшие произведения Жюля Верна и Луи Сенаренса, однако затем в журнале появились собственные авторы, произведения которых целиком отвечали требованиям Гернсбека (прежде всего познавательности) — в том числе Клемент Фезанди с циклом рассказов «Секреты доктора Хакенсоу» (англ. Doctor Hackensaw's Secrets), в которых затрагивались такие темы, как анабиоз, роботы, телевидение, загадки происхождения жизни, пилотируемый космический полёт, путешествие во времени, путешествие в микромир и так далее. Значительный вклад в раскрепощение фантазии читателей внесли также популярные статьи самого Гернсбека — например, центральным материалом февральского номера 1922 года была его статья «10 тысяч лет спустя», в которой описывались летающие в атмосфере поселения, получающие энергию от солнечных батарей.
Августовский выпуск 1923 года был сделан «специальным фантастическим номером», хотя отличался от других номеров только тем, что в нём были опубликованы не один-два фантастических произведения, а сразу шесть (в том числе произведения Рэя Каммингса, Клемента Фезанди и Г. Пейтона Уэртенбейкера). Этим выпуском Гернсбек пытался «прощупать» возможную реакцию аудитории на создание журнала, посвященного целиком научной фантастике. Примерно в то же время, согласно его позднейшим воспоминаниям, он разослал на адреса 25 тысяч подписчиков журнала уведомление о том, что планируется начать издание журнала под названием «Scientifiction»; однако реакция публики была удручающе прохладна, проект был отложен на несколько лет и только в 1926 году воплотился в реальность под названием «Amazing Stories», который поначалу издавался как журнал-спутник более популярного «Science and Invention».
В 1926 году с «Science and Invention» был слит журнал «The Experimenter» и некоторое время ежемесячник выходил под двумя заголовками.
Весной 1929 года на Experimenter Publishing Co. была предпринята финансовая атака со стороны конкурентов. Объём требований был невелик и у Гернсбека была возможность или оттянуть время, начав частичные выплаты по долгам из собственных средств, или взять для покрытия долга кредит; однако он не предпринял ничего и вынужден был в мае 1929 года объявить себя банкротом. Новые владельцы компании продолжили выпуск наиболее популярных её журналов, включая «Science and Invention».
Последний номер журнала вышел в августе 1931 года.